# ميغيل غارسيا
ميغيل غارسيا (بالإسبانية: Miguel Ángel García Tébar) (26 سبتمبر 1979 البسيط إسبانيا - ) هو لاعب كرة قدم إسباني يلعب كلاعب وسط.

## روابط خارجية
- ميغيل غارسيا على موقع قاعدة بيانات كرة القدم.إي يو (الإنجليزية)
- ميغيل غارسيا على موقع Soccerway.com (الإنجليزية)